# Morecambe
Morecambe ist ein Seebad im Nordwesten Englands und gehört verwaltungsmäßig zur City of Lancaster in der Grafschaft Lancashire.

## Geographie

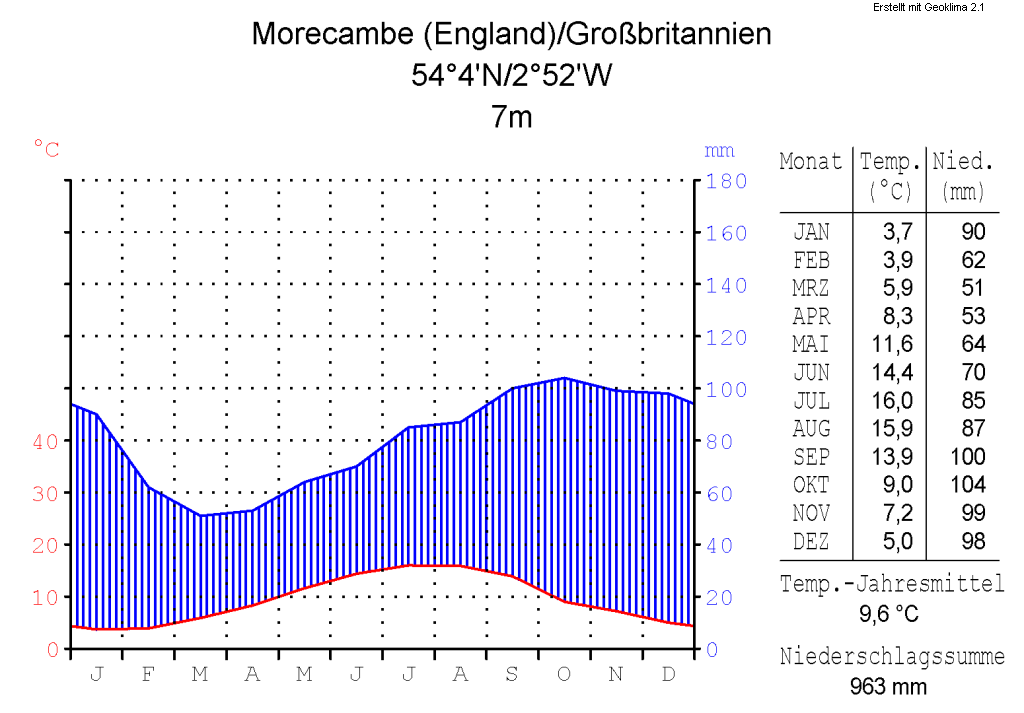
Klimadiagramm von Morecambe

Morecambe liegt an der Morecambe Bay, einer rund 20 km breiten, von Watt geprägten Bucht der Irischen See. Die Stadt hat rund 45.000 Einwohner (Stand: 2003).

## Geschichte
Morecambe entstand 1889 aus dem Zusammenschluss der Dörfer Bare, Poulton-le-Sands und Torrisholme. In Morecambe wurden zahlreiche Schiffe und U-Boote abgewrackt, darunter Teile der kaiserlichen deutschen U-Boot-Flotte, die 1918 in britische Hände geraten war, oder auch die Majestic. In der Mitte des 20. Jahrhunderts erlebte Morecambe eine Blütezeit als Urlaubsort. Während das südlicher gelegene Blackpool hauptsächlich von Besuchern aus Lancashire frequentiert wurde, war Morecambe das Ziel von Urlaubern aus Yorkshire und Schottland. Hier fand in den Jahren 1956 bis 1989 auch der Wettbewerb zur Miss Great Britain statt. Mittlerweile hat jedoch der Urlauberstrom nachgelassen.

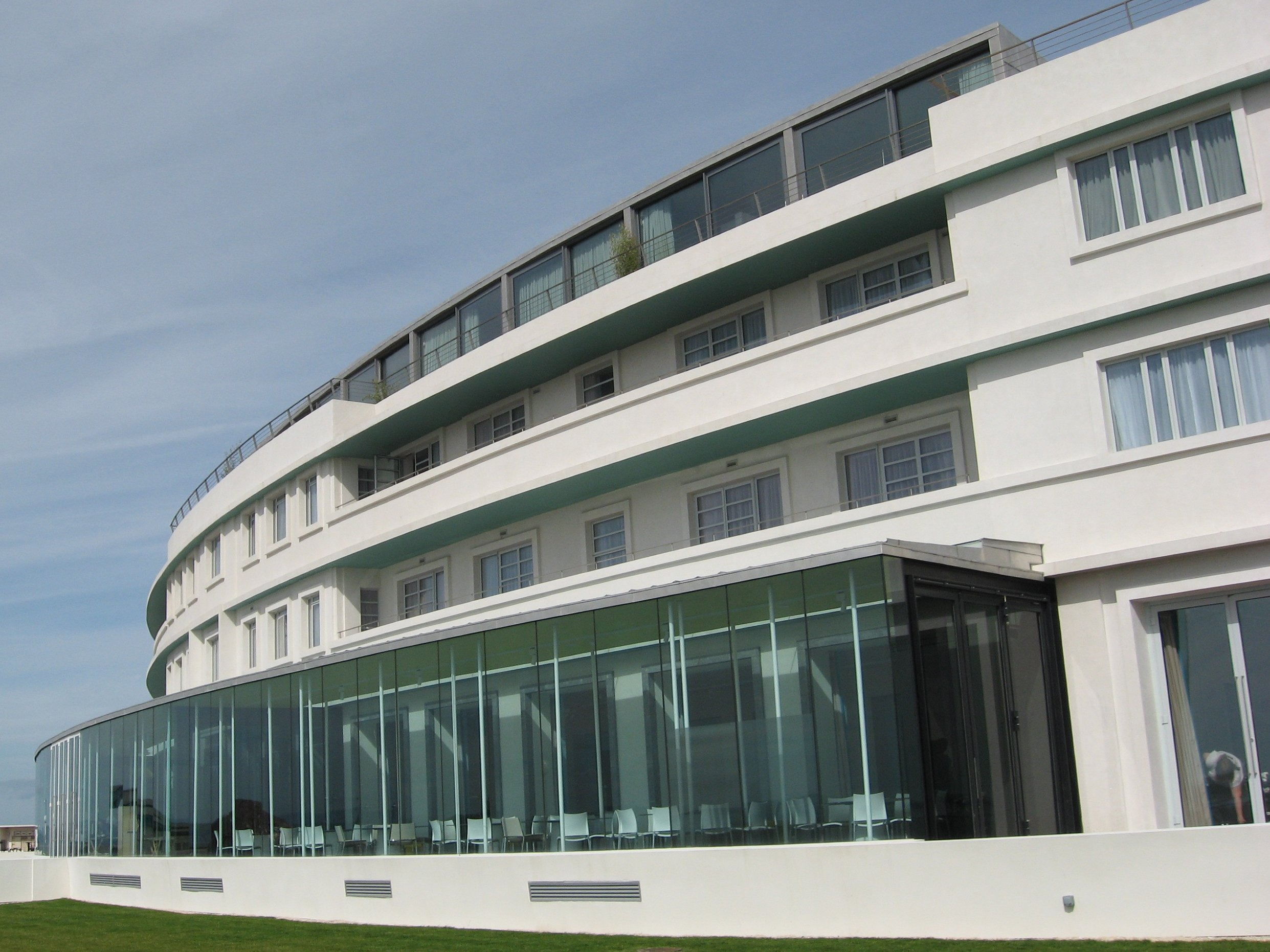
Midland Hotel, Morecambe

Von den zwei Piers, die früher ins Meer ragten und die Stadt mitgeprägt haben, ist heute keiner mehr erhalten. Mehrere Vergnügungszentren wie die „World of Crinkley Bottom“, der Aquapark „Bubbles“ und das „Frontierland“ mussten schließen. Vor allem der Westen von Morecambe entwickelte sich zeitweise zu einem Problemviertel, doch wird inzwischen dort auch wieder in neue Bauprojekte investiert. Kennzeichnend dafür ist der Umbau des Midland Hotels, eines Art-déco-Baus, der 2006 wiedereröffnet wurde, sowie die Neuauflage des Morecambe Schönheitswettbewerbs.
Seit 1983 befindet sich südlich der Stadt das Kernkraftwerk Heysham, das 1988 durch einen zweiten Block ergänzt wurde und mit einer Leistung von 2490 MW Energie produziert.
In die Schlagzeilen geriet Morecambe am 5. Februar 2004, als 21 chinesische Gastarbeiter beim Muschelnsammeln im Watt vor der Küste der Stadt von der auflaufenden Flut überrascht wurden und ertranken.

## Sehenswürdigkeiten

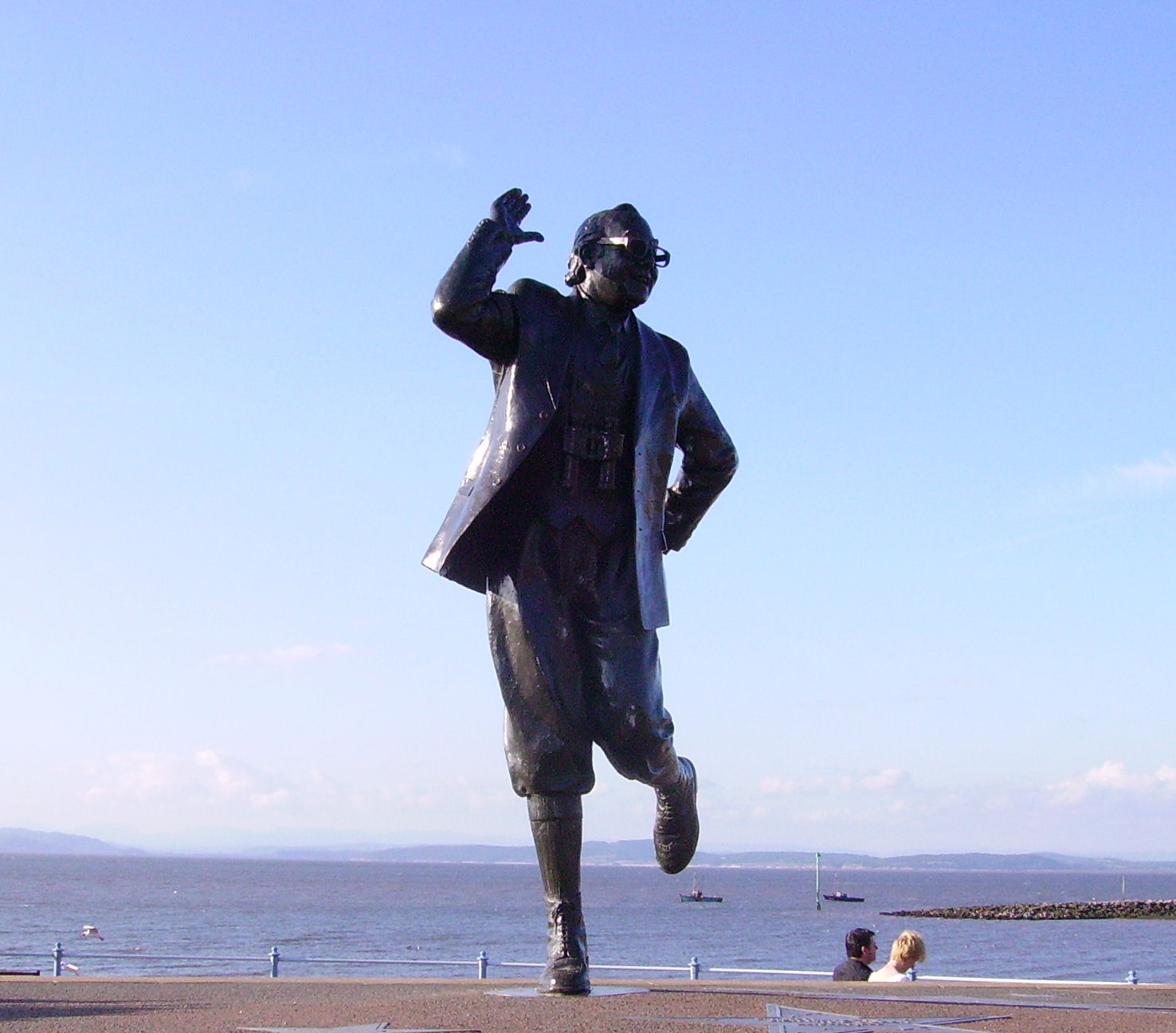
Statue des Komikers Eric Morecambe

In Morecambe befindet sich eine Statue des Komikers Eric Morecambe (eigentlich Eric John Bartholomew), der sich nach seiner Heimatstadt benannte und über Großbritannien hinaus Berühmtheit erlangte. Sehenswert ist auch der Victoria-Pavillon, auch bekannt als Morecambe Winter Gardens, wo sich einst Schwimmbäder und ein Theater mit Restaurant und Tanzsaal befanden.

## Verkehr
Morecambe ist Endstation einer Zweigbahn, die die Stadt mit dem nahen Lancaster verbindet. Eine weitere Strecke führt zu Morecambes südlichen Vorort Heysham, von wo aus Fährverkehr zur Isle of Man besteht. Daneben bestehen Busverbindungen zu mehreren Städten in Lancashire.

## Sport
Der ansässige Fußballverein heißt Morecambe FC und trägt seine Heimspiele in der Globe Arena aus. Am 31. Mai 2021 stieg der Verein in die 3. Liga (die EFL League One) auf.

## Partnerstädte
- Aalborg, Dänemark
- Rendsburg, Deutschland
- Växjö, Schweden
- Perpignan, Frankreich
- Lublin, Polen

## Persönlichkeiten
- Albert Modley (1901–1979), Varietékünstler, gestorben in Morecambe
- Thora Hird (1911–2003), Schauspielerin, geboren in Morecambe
- Eric Morecambe (1926–1984), Komiker, geboren in und benannt nach Morecambe
- Janette Scott (* 1938), Schauspielerin, geboren in Morecambe
- Patrick Altham Kelly (* 1938), Erzbischof von Liverpool, geboren in Morecambe
- John McGuinness (* 1972), Motorradrennfahrer, geboren in Morecambe